# 303 (عدد)
303 هو عدد صحيح، يلي العدد 302 وويسبق العدد 304.

## في الرياضيات

### خصائص
- عدد طبيعي.[3]
- عدد فردي.[4][5]
- عدد موجب،[6] السالب منه هو -303.[7]

## في التاريخ
- 303 هـ هي سنة في التقويم الهجري.
- هي سنة 303 م في التقويم الميلادي.

## وصلات خارجية
الأعداد الصاتمة، ديوان اللغة العربية.